# Китайско-вьетнамская война
Китайско-вьетнамская война (кит. упр. 对越自卫反击战, пиньинь duì yuè zìwèi fǎnjī zhàn — «Упреждающая Оборонительная война с Вьетнамом»; вьет. Chiến tranh biên giới Việt-Trung — «Вьетнамско-китайская пограничная война») — вооружённый конфликт между Вьетнамом и Китаем, произошедший в феврале — марте 1979 года. Иногда называется первой в истории войной между социалистическими государствами (по аналогии с «первой империалистической» — «первая социалистическая»).

## Предпосылки
Китай и Вьетнам традиционно враждовали друг с другом. После тысячелетнего китайского владычества в X веке нашей эры Вьетнам обрёл независимость, однако в дальнейшем между государствами имели место ещё несколько конфликтов. В конце XIX и первой половине XX века Китай и Вьетнам были в некоторой степени объединены борьбой против европейского и японского колониализма, а затем страны объединила коммунистическая идеология. В период Второй мировой войны, когда деятельность коммунистов была объявлена во Франции (чьей колонией в то время являлся Индокитай) вне закона, будущий основатель современного вьетнамского государства Хо Ши Мин и другие активисты вьетнамской коммунистической партии нашли прибежище на территории Китая.
Китай оказал существенную поддержку Вьетминю в его вооружённой борьбе с Францией, в результате которой Вьетнам вновь получил независимость. Значительная военная (включая отправку инженерных и зенитных соединений) и экономическая помощь была оказана и коммунистическому Северному Вьетнаму в период Вьетнамской войны (1965—1975).

### Вьетнамское понимание причин конфликта
После победы вьетнамских коммунистов в 1975 году и воссоединения двух частей Вьетнама политика Китая по отношению к своему южному соседу стала меняться. Китайское руководство было объективно не заинтересовано в появлении у своих границ сильного государства, да ещё и просоветски ориентированного — советско-китайский раскол в немалой степени определял внешнюю политику Китая. Характерным примером столкновения китайской и советской «сфер влияния» послужили события в Камбодже, где в 1975 году к власти пришли «красные кхмеры» во главе с Пол Потом, избравшие Китай своим единственным внешнеполитическим союзником. Помимо организации социальных экспериментов внутри государства «красные кхмеры» начали выдвигать территориальные претензии к Вьетнаму и устраивать пограничные провокации, которые в конце концов привели к возникновению перманентной войны. От их действий страдала как вьетнамская община в Камбодже, так и вьетнамцы, жившие в граничащих с Камбоджей областях. После ряда ограниченных военных операций руководство Вьетнама пришло к выводу о необходимости действовать более решительно.
В ноябре 1978 года Вьетнам заключил долговременный договор о дружбе и сотрудничестве с СССР. Вскоре после этого вьетнамская армия начала полномасштабную интервенцию в Камбоджу (25 декабря 1978), в течение двух недель свергнув Пол Пота и приведя к власти Хенг Самрина, готового сотрудничать с Вьетнамом. СССР поддержал Вьетнам и новое правительство в Пномпене. Страны-члены АСЕАН, страны Западной Европы, США и Япония осудили вторжение Вьетнама в Камбоджу.
Китай был очень обеспокоен камбоджийскими событиями. Во-первых, дружественный ему режим был свергнут. Во-вторых, подписание советско-вьетнамского договора и свержение китайского союзника (равно как произошедший несколько ранее захват власти в Афганистане партией НДПА, также просоветски ориентированной) привели к росту влияния СССР в регионе. У китайского руководства вполне могло сложиться впечатление, что Советский Союз постепенно окружает Китай цепочкой своих стран-сателлитов. В качестве ответа было решено провести ограниченную военную операцию, которая позволила бы ослабить давление вьетнамских войск на «красных кхмеров» в Камбодже, а также достичь некоторых других целей (анализ предполагаемых военных и политических целей Китая в этой войне см. ниже).

### Китайское понимание причин конфликта
В 1975 году состоялся визит Генерального секретаря КПВ Ле Зуана в Москву, в ходе которого было опубликовано совместное заявление о «нерушимой дружбе между двумя странами и укреплении единства социалистического лагеря».
После повторного посещения Ле Зуаном СССР в 1977 году Вьетнам был принят (в 1978 году) в СЭВ.
В 1978 году Ле Зуан снова посетил СССР, где подписал договор о военной взаимопомощи, а также шесть других соглашений. По этим договорённостям, СССР получал право на создание военно-морских и военно-воздушных баз во Вьетнаме. Также декларировалось создание просоветски ориентированной системы коллективной азиатской безопасности. Все эти действия приводили к созданию стратегических советских клещей с севера и юга КНР.
Результатом советско-вьетнамского сотрудничества стала внезапная постановка Вьетнамом вопросов о вьетнамо-китайской границе. У Вьетнама появились претензии по разграничению Тонкинского залива, при этом Вьетнам потребовал себе ⅔ морской акватории залива. Вьетнамом была произведена оккупация нескольких островов из группы Парасельских и Спратли, которые руководство КНР считало китайскими, а также предъявлены территориальные претензии на остальные острова. Инициировались бесконечные пограничные споры, приводившие к конфликтам на сухопутной границе.
Одновременно, в нарушение ранее достигнутых договорённостей, Вьетнам выдвинул требование к проживавшим в бывшем Южном Вьетнаме гражданам КНР об отказе их от китайского гражданства. Началась кампания по выдавливанию этнических китайцев с территории Вьетнама, в результате которой сотни тысяч людей вынуждены были бежать из Южного Вьетнама в сопредельные страны региона. Многие из них, спасая свои жизни, покидали Вьетнам на неприспособленных для продолжительного плавания плавсредствах.
На севере же Вьетнама проводилась кампания по «чистке границы» от традиционно проживающих там выходцев из Китая.
Все эти меры привели к тому, что до конца 1978 года из Вьетнама было изгнано более 280 тысяч человек.
Вскоре после подписания советско-вьетнамского договора Вьетнам ввёл войска в Камбоджу для свержения прокитайского правительства «красных кхмеров».
В это же время на китайско-вьетнамской границе с 1974 года продолжались взаимные провокации, которые становились всё более кровопролитными. К февралю 1979 года количество вооружённых провокаций достигло 3535 случаев. По данным китайской стороны, только с августа 1978 года по февраль 1979 со стороны Вьетнама было произведено 705 случаев нарушения границы, в спровоцированных конфликтах было убито более 300 китайских граждан — пограничников и жителей приграничных районов.

Постоянно происходившие вооружённые инциденты на китайско-вьетнамской границе провоцировались, по утверждению вьетнамцев, китайской стороной.
МИД КНР 18 января, 10 и 16 февраля сделал три последовательных заявления с требованиями прекратить провокации на границе; власти Вьетнама проигнорировали заявления китайского МИДа.
В январе 1979 года, за несколько дней до начала войны, глава КНР Дэн Сяопин впервые отправился с официальным визитом в США, где сделал своё известное заявление о том, что «Китай собирается преподать урок Вьетнаму». Тогда же, во время встречи с американским президентом Джимми Картером, активно пытался заручиться американской поддержкой против СССР; он утверждал, что советский экспансионизм вредит не только Китаю, но и США.

## Ход войны

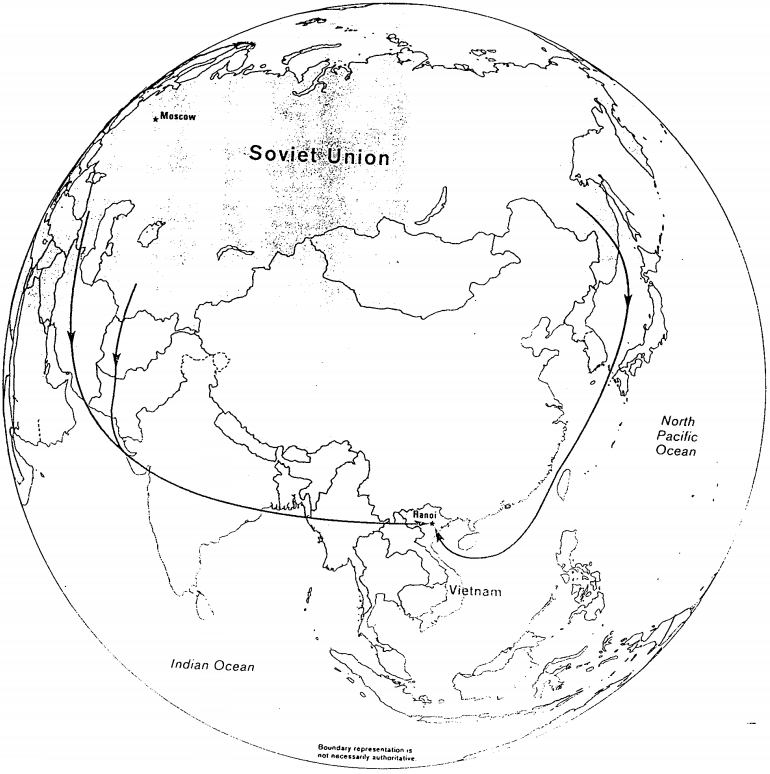
Воздушные маршруты советской военно-транспортной авиации из СССР во Вьетнам минуя Китай, использовавшиеся для доставки военных грузов, предназначенных для Вьетнамской народной армии по договору о взаимопомощи

Подготовка к войне продолжалась несколько месяцев.
После подписания в ноябре договора о взаимопомощи между СССР и Вьетнамом, 7 декабря 1978 года в Центральном военном совете КНР прошло совещание по выработке стратегии действий в создавшемся положении. Дэн Сяопин, заместитель председателя Центрального военного совета, был назначен командующим восточной части приграничного с Вьетнамом Гуанси-Чжуанского автономного района. Было принято решение о переброске дополнительных войск к границе с Вьетнамом.
8 декабря 1978 года Центральный военный совет выпустил распоряжение о приведении в повышенную боевую готовность приграничных с СССР и Монголией военных округов: Шэньянского, Пекинского, Ланьчжоуского (провинция Ганьсу), Синьцзянского. Армии указанных округов должны были скрытно рассредоточиться для исключения уничтожения в местах постоянной дислокации. Распоряжение показывает, что китайское руководство ожидало основной ответный удар в предстоящей операции со стороны СССР и Монголии. Вьетнамский театр военных действий, в случае вступления СССР в войну, рассматривался как второстепенный. В Иркутской области произошёл призыв резервистов, которые были направлены в Монголию и в составе вновь развернутых подразделений совершили марш к китайской границе.
К утру 8 января Гуанчжоуский военный округ закончил оперативное развёртывание группы войск. Также было закончено сосредоточение дополнительных войск в провинции Юньнань.
У границы с Вьетнамом были сосредоточены внушительные силы (по советским данным): 44 дивизии общей численностью 600 000 человек личного состава. Однако из этой группировки на территорию Вьетнама вторглись лишь 250 000 военнослужащих. С вьетнамской стороны им противостояли войска общей численностью до 100 тысяч человек, причём в первой линии обороны у вьетнамцев находились только пограничные войска и подразделения народного ополчения. Регулярные части Вьетнамской народной армии (ВНА) располагались во второй линии для защиты района Ханоя и Хайфона, но в ходе войны некоторые из них были выдвинуты к границе и приняли участие в боях. Численное превосходство китайцев в некоторой степени компенсировалось тем, что многие вьетнамские ополченцы и военнослужащие уже имели боевой опыт.
Окончательное решение о начале боевых действий Политбюро ЦК КПК приняло 9 февраля (с. 44).

### Действия на суше
17 февраля 1979 года в 4:30 китайские войска получили приказ о наступлении через китайско-вьетнамскую границу. В это же время часть самолётов ВВС были отправлены на патрулирование в Тонкинский залив для защиты китайских нефтяных платформ.
Ранним утром 17 февраля, после артиллерийской подготовки, Народно-освободительная армия Китая (НОАК) начала вторжение в северные провинции Вьетнама, что сразу же встретило ожесточённое сопротивление пограничников и ополченцев. Вторжение происходило по нескольким направлениям. Основными были: лаокайское, каобанское (от водопада Дэтянь) и лангшонское. В целом же боевые действия шли почти по всей линии вьетнамо-китайской границы. За первые три дня войны китайцам удалось захватить провинциальный центр Лаокай и продвинуться в некоторых местах на 15 км вглубь территории Вьетнама. Однако после этого темп наступления резко снизился.
После ввода в бой подкреплений и ценой тяжёлых потерь НОАК к концу февраля захватила ещё один провинциальный центр — Каобанг.
Войска НОАК продемонстрировали по отношению к мирному населению Вьетнама жестокость, сравнимую с деяниями гитлеровцев.
Кульминация вторжения наступила 4 марта, когда после ожесточённых боёв был захвачен Лангшон, откуда китайским войскам открывалась дорога на Ханой. О степени озабоченности вьетнамцев падением Лангшона говорит тот факт, что 5 марта во Вьетнаме была объявлена всеобщая мобилизация. Но в тот же день Китай официально объявил о прекращении наступления и начале вывода войск. Несмотря на это, бои продолжались до завершения вывода китайских войск с территории Вьетнама, произошедшего, по китайским данным, 16 марта.
Характерной и весьма необычной чертой китайско-вьетнамской войны стало то, что она оказалась сухопутной. Обе стороны по различным причинам[каким?] практически не использовали боевую авиацию и военно-морской флот.
 Перед и во время нападения КНР на Вьетнам китайской стороной использовалась многочисленная китайская диаспора во Вьетнаме (хоа) (порядка 1,2 миллиона): 29 сентября 1977 Дэн Сяопин заявил, что нужно усилить работу с китайскими диаспорами («хуацяо»), в том числе во Вьетнаме (общая численность хуацяо в Индокитае была ~20 млн).
Внешнее давление КНР на Вьетнам (нарушение поставок оборудования, отзыв специалистов, препятствия транзитной перевозке грузов через свою территорию) дополнялось действиями «пятой колонны»: под руководством посольства КНР были созданы прокитайские организации («союз жителей китайского происхождения, выступающих за мир»; «союз прогрессивных китайцев»; «единый фронт жителей китайского происхождения» и другие). Члены этих организаций отказывались от службы в армии, разжигали национализм среди граждан Вьетнама (китайцев), пытались создать «движение за восстановление китайского гражданства».
Была создана шпионская сеть хуацяо, проводилась работа по дестабилизации экономической обстановки — взвинчивались цены, распространялись фальшивые деньги и антиправительственные листовки, создавались тайники с оружием. Большая активность развивалась в пограничных районах, где проживало 160 тысяч хуацяо. Органы госбезопасности выявили лаборатории по изготовлению фальшивых документов.
В пограничной провинции Каобанг использовали хуацяо, ранее живших во Вьетнаме, а затем прошедших подготовку (как диверсантов) в лагерях в КНР (примерно 20 тысяч человек прошло военную подготовку и участвовало в нападении, в том числе как проводники, стр. 56, 85, 113).
Фактически перед войной в приграничных провинциях Китая находилось много тысяч хоа. Часть хоа, уехавших ранее в КНР, использовалась на море для разведки, перевозки диверсантов, определения мест возможной высадки десанта (с. 153).
Спецслужбы КНР создавали подпольные организации, которые проводили диверсии на военных объектах Вьетнама, разжигали межнациональную рознь, провоцировали беспорядки, вели сбор разведывательной информации и т. д.. По данным вьетнамской разведки, заброска агентуры была начата с 1964 года, а только за вторую половину 1979 и начало 1980 года было выявлено более 400 шпионско-диверсионных групп.

### Обстановка на море
Корабли Тихоокеанского флота СССР с лета 1978 года находились в районе Южно-китайского и Восточно-китайского морей, где проводили учения. К началу 1979 года в Южно-Китайском море была сконцентрирована крупная эскадра, в составе которой к 20 февраля насчитывалось 13 крупных военных кораблей. Советский флот также использовал в этом районе бывшую вьетнамскую военно-морскую базу США Камрань.
К концу февраля-началу марта 1979 года эскадра получила подкрепление и уже состояла из 30 надводных кораблей, в том числе — КРУ «Адмирал Сенявин» (проект 68-бис), РКР «Адмирал Фокин» (проект 58), РКР «Владивосток» (проект 1134), БПК «Василий Чапаев» (проект 1134А), «Способный» и «Строгий» (проект 61), «Возбуждённый» (проект 56), СКР «Разящий» (проекта 1135) и другие. Непосредственное участие[какое?] в событиях войны между Китаем и Вьетнамом принимали корабли 22 дивизии морских десантых сил Тихоокеанского флота СССР.
Кроме того, в операции принимало участие неуточнённое количество советских дизельных подводных лодок. Они прибыли из следующих дальневосточных баз: Улисс, Конюшки, Авангард, Ракушка, Совгавань, Магадан и Бичева.
Часть подлодок, оставаясь в надводном положении, создали видимый защитный кордон перед входом в Тонкинский залив, таким образом заблокировав его для судов других государств. Как отмечают очевидцы-участники, дежурившее поблизости авианосное ударное соединение Тихоокеанского флота США во главе с авианосцем «Констеллейшн» (CV-64) не пыталось преодолеть этот барьер и войти в залив. А 6 марта «Констеллейшн» с эскортом вообще покинул зону Южно-Китайского моря.
В течение конфликта в порт Хайфон постоянно прибывали и разгружались транспортные суда СССР, а также стран, союзных по Варшавскому договору, — ГДР, Болгарии и других.

## Потери сторон
После завершения боевых действий обе стороны обнародовали оценки потерь друг друга, однако эти цифры значительно превышают оценки независимых источников и могут быть завышенными в пропагандистских целях. Так, вьетнамской стороной было заявлено, что потери китайцев составили 62 500 человек убитыми (по другому источнику — убитыми и ранеными; убитых было заявлено 26 000).

### Китайские потери
Современный китайский исследователь, ссылаясь на китайские источники, сообщает о 22 000 убитых и раненых; эта оценка практически совпадает с той, которую дал заместитель начальника штаба НОАК после окончания войны.

### Вьетнамские потери
Официальные вьетнамские данные о понесённых потерях неизвестны, за исключением того, что погибло 100 тысяч мирных жителей. По оценке современного китайского исследователя, вьетнамские потери составили около 20 тыс. человек убитыми и ранеными; это наименьшая оценка среди всех, встречающихся в источниках, и заметно меньше цифр, объявленных в своё время Китаем.

### Данные независимых источников
По мнению американского автора Майкла Клодфельтера, с обеих сторон погибло по 20 000 человек (то есть в общей сложности 40 000). Эти цифры, вероятно, несколько завышены — согласно оценке Стокгольмского института исследования проблем мира (SIPRI) всего в войне погибло около 30 000 человек.

## Военные и политические результаты
Обе стороны объявили о своей победе в войне. Вьетнам заявил (его точка зрения была поддержана советскими источниками), что успешно отразил китайскую агрессию, нанеся противнику тяжёлые потери. Ряд западных исследователей также высказывал мнение, что война для Китая оказалась провальной. В то же время существуют и другие оценки.
Основная сложность при попытке подведения итогов китайско-вьетнамской войны заключается в том, что политические цели китайского руководства в ней до сих пор неясны. Ситуация с военными целями проще — по свидетельству пленных китайских солдат, их было три (с. 64):
- захватить в короткие сроки значительную часть территории Вьетнама, включая провинциальные центры Лаокай, Каобанг, Лангшон;
- нанести противнику максимальные потери, подорвав его обороноспособность;
- нанести Вьетнаму максимальный экономический ущерб.

С этими свидетельствами перекликается мнение индийского исследователя полковника Бакши, указывающего, что Китай вёл ограниченную войну, в рамках которой намеревался захватить приграничные территории и тем самым заставить Вьетнам ввести в бой свои основные силы, которые и планировалось уничтожить.
Военный успех Китая был частичным. Намеченные провинциальные центры и приграничные территории были захвачены, но на это ушло гораздо больше времени, чем ожидалось. Всем промышленным и хозяйственным объектам Вьетнама на этих территориях был нанесён крупный ущерб. Но основную тяжесть боевых действий вынесло на себе вьетнамское ополчение, — основные силы ВНА использовались ограниченно. В этом китайские планы потерпели неудачу. Собственные потери НОАК, вне зависимости от разницы в оценках, оказались довольно большими. Война продемонстрировала слабость и отсталость НОАК, всё ещё придерживавшейся концепции «народной войны» Мао Цзэдуна. Выявилась слабая подготовка командного состава, низкая мобильность частей (вследствие слабой оснащённости транспортными средствами и больших проблем с тыловым снабжением), отсутствие современного вооружения и средств связи. Существует мнение, что одной из целей Дэн Сяопина, выступавшего за модернизацию китайской армии, было продемонстрировать более консервативной части китайского руководства невозможность ведения современной войны старыми методами. Действительно, вскоре после войны началась глубокая модернизация НОАК. Впрочем, вьетнамская армия также продемонстрировала свои недостатки, в частности, безынициативность и недостаточную подготовленность своего командования. По одной оценке:

В ходе боевых действий выявилось неумение командования ВНА (Вьетнамской народной армии) организовать оборону важных направлений для отражения наступления крупных сил противника, отсутствие необходимых навыков в использовании танков, артиллерии и организации их взаимодействия с пехотой.

Это привело к тому, что, например, в районе Каобанга попала в окружение вьетнамская 346-я пехотная дивизия. Полк реактивной артиллерии (РСЗО БМ-21 «Град»), находившийся в резерве, был выведен на боевые позиции лишь 5 марта и не смог принять участие в боевых действиях.
Попытка Китая своим нападением на Вьетнам ослабить военное давление на «красных кхмеров» оказалась не слишком удачной. Хотя ВНА действительно начала переброску одного армейского корпуса из Камбоджи, в долгосрочном плане это вряд ли оказало какое-либо влияние на ход боевых действий против сторонников Пол Пота.
Однако истинная цель Китая в войне 1979 года была, вероятно, не связана с Камбоджей. По мнению западного исследователя Брюса Эллемана, вторжение во Вьетнам было своего рода «пробным камнем» для китайского руководства. Эллеман полагает, что Китай, почувствовав слабость советских лидеров (ту самую слабость и нерешительность во внешней политике, которая, как отмечает Эллеман, является одной из причин распада Советского Союза), решил проверить, сумеет ли безнаказанно напасть на близкого союзника СССР.
В период китайско-вьетнамской войны части Советской Армии на Дальнем Востоке и в Монголии были приведены в полную боевую готовность (в том числе в восточных военных округах СССР производилась частичная мобилизация личного состава и автотранспорта из народного хозяйства), однако СССР ограничился осуждением китайской агрессии и военными поставками Вьетнаму.
В этом плане война была удачной для китайского руководства, увидевшего в советских действиях подтверждение своих подозрений о неготовности СССР использовать силу для защиты внешнеполитических интересов (а имеются данные, что НОАК была развёрнута вдоль советско-китайской границы на случай возможной советской атаки). После этого в апреле 1979 года Китай уже без опаски объявил об отказе от Советско-китайского договора о дружбе, союзе и взаимной помощи. Этот договор был подписан в феврале 1950 года и формально продолжал действовать даже на пике конфронтации между двумя странами во время пограничного конфликта на острове Даманском (1969). Советская сторона в 1970-х годах периодически пыталась предложить Китаю заключить новый договор. Договор был заключён сроком на 30 лет (то есть до 1980 года), и если бы в последний год его действий ни одна из сторон не заявила о своём отказе от него, то он автоматически продлевался на пять лет; этого не случилось. Примечательно, что вторжение Китая во Вьетнам началось буквально через два дня после того, как договор вступил в последний год своего действия.

### Послевоенные столкновения
После окончания войны отношения между Китаем и Вьетнамом ещё около десятилетия оставались напряжёнными. На границе постоянно происходили вооружённые столкновения (июнь 1980, май 1981, апрель 1983, апрель 1984, июнь 1985 и декабрь 1986 — январь 1987), временами выливавшиеся в настоящий пограничный конфликт (в 1984 году). Последнее вооружённое столкновение между странами произошло в марте 1988 года.

## В искусстве
- Фильм «Город под рукой[вьет.]» (вьет. Thị xã trong tầm tay) (1983), режиссёр — Данг Нят Минь[вьет.].
- На фоне китайско-вьетнамской войны разворачивается действие фильма «Молодость»[англ.].